# Saul Panzer
Saul Panzer è un personaggio di fantasia nato dalla penna dello scrittore statunitense Rex Stout, che compare nelle opere della serie di Nero Wolfe.

## Il personaggio
Panzer è uno dei migliori detective in circolazione, per cui di frequente è assunto da Nero Wolfe per aiutare Archie Goodwin o per svolgere lavori che Wolfe preferisce tenere segreti al suo aiutante. Non è un uomo che si faccia notare; veste sciatto, ha un grande naso, e dà sempre l'impressione di aver bisogno di un rasoio. Nonostante ciò, Archie e Wolfe nutrono un enorme rispetto per lui. I suoi prezzi sono i più alti di tutta New York, ma Archie è sicuro che valga ogni centesimo: 
Saul ha una memoria fotografica che gli consente di collegare a prima vista e in maniera permanente nomi e identità di ogni persona che incontra con il suo personale archivio mentale.
Saul si strinse nelle spalle. "La gente è qualcosa di più di una semplice faccia. Potrei sbagliarmi su qualcuno, ma non molti.".»
Come per altri personaggi, Stout fornisce informazioni biografiche contraddittorie su Saul Panzer. Nei primi romanzi è detto esplicitamente che è scapolo. Successivamente, nei racconti Non credo agli alibi (1948) e Nero Wolfe nella camera a gas (1949), si fa menzione della moglie di Saul e dei suoi bambini, così come nei romanzi Nient'altro che la verità (1949) e Nelle migliori famiglie (1950). In seguito la famiglia di Saul non viene più menzionata e Stout non chiarisce se abbia divorziato oppure se l'autore faccia ricorso all'espediente narrativo della continuità retroattiva.
Nei romanzi di Wolfe, Saul occupa diverse residenze. Nel già citato Nero Wolfe nella camera a gas vive con la moglie a Brooklyn. Nel racconto Nero Wolfe raggira l'accusa (1955), ha un appartamento da scapolo al quinto piano di un edificio rimodernato sulla 38ª Strada Est a Manhattan, tra la Lexington Avenue e la Terza Avenue. Il soggiorno ha quattro lampade, un grande pianoforte a coda, una parete con diverse finestre, un'altra piena di libri e le altre hanno quadri e ripiani con diversi oggetti, da campioni di minerali a zanne di tricheco. Stout ripete la descrizione del soggiorno di Saul quasi con le stesse identiche parole nel racconto Il picnic del quattro luglio e nel romanzo Nero Wolfe apre la porta al delitto.

## Serie TV
Nella serie televisiva trasmessa dalla RAI negli anni settanta, con Tino Buazzelli nella parte di Nero Wolfe, il personaggio di Saul Panzer è interpretato da Roberto Pistone.
Nella serie di telefilm del 1981 della NBC, andata in onda in Italia negli anni ottanta, il personaggio di Saul Panzer è interpretato da George Wyner.